# Korvin Ottó
Korvin Ottó, születési és 1919-ig használt nevén Klein Ottó (Nagybocskó, 1894. március 24. – Budapest, 1919. december 29.) banktisztviselő, kommunista politikus, a Kommunisták Magyarországi Pártjának egyik alapítója és Központi Bizottságának tagja. 
Kelen József népbiztos testvéröccse, Hajdu Pál unokatestvére, Kelen Jolán sógora.
A 20. századi magyar történelem egyik legmegosztóbb figurája. „Púpos gnóm”, „vörös hóhér”, „a diktatúra legvéresebb hiénája”, „egy emberkeverék karvalyból és hiénából gyúrva” – írta a szélsőjobboldali sajtó a Tanácsköztársaság bukását követően Korvin Ottóról. „Nemes jellemű, izzó lelkű forradalmár” – zengtek róla ódákat a szocializmus idején.
Az Új Magyar Lexikon (1962) a Tanácsköztársaság időszakában az ellenforradalmárok elleni harc egyik irányítójaként nevesíti őt, illetve a forradalmi munkásmozgalom vértanújaként.
A rendszerváltás (1989) után személyének és tevékenységének gyökeres átértékelésére került sor.  Azóta nevét leginkább a vörösterrorral kötik össze.

## Élete

### A kezdetek
Jómódú, felvilágosult zsidó családban született, édesanyja Eisenstädt Berta, édesapja Klein Zsigmond üzletvezető volt, kik a 19. század végén Nagybocskón telepedtek le. Két gyermekük született: Klein József (később Kelen József) és Ottó. Később Máramarosszigetre költöztek, s a gyerekek itt jártak iskolába, 1906-tól pedig Budapesten éltek, ahol Ottó a Galilei Kör tagja lett. Költőnek készült, s egy szerkesztő tanácsára felvette a Korvin nevet. Az 1910-es évek elején ismerkedett meg Franyó Zoltánnal, Kenczler Hugó művészettörténésszel, s Szamuely Tiborral. 1912-ben megjelentetett egy lírai tárcát, melynek címe Sápadások volt. Erről A Jövendőben így írtak:

„Rajzok, színek, benyomások. Egy pár ív az egész, kötetnek talán vékony is; minthogy azonban ebből a néhány ívnyi írásból egy melegszívű, friss impressziójú író tehetsége sugárzik ki, megbocsájthatjuk neki, hogy fiatalos ambíciójától hevítve, már kötettel lép elő. A könyv címe rossz. Semmit sem mond s olvasva írásait, annál kevésbé értjük, hogy mit akar mondani a címmel. Témái a szerelem körül forognak. Nem is témák különben ezek, inkább pillanatról-pillanatra támadó hangulatok. Szereti a nagyot mondást s ezért válogat a szavakban és kifejezésekben s ezek némi szertelenséget adnak stylusának. A bizarrságokat, nagy mondásokat pedig bátran kerülhetné, mert írni tud, sőt szépen is ír, egy-két szóval ki tudja tárni a lelkét s színeket is jól rakna fel, ha nem keresné mindig a kifejezéseiben a rendkívüliségeket. Allegorikus víziók a dolgai leginkább [...] Nagyon fiatal ember lehet még, akinek az érzései nincsenek kiforrva, aki nincs tisztában a lélektannal, aki nem tapasztalt a forró szenvedélyek tüzes lázaiból semmit s csak sejtések remegnek át még idegein.”

– Sápadások. Irta: Korvin Ottó

Apja eközben Osszatelepen erdőt bérelt, s fakitermelő telepet létesített, ahová kisebbik fiát, Ottót 1912-ben elhívta, és megtette a telep vezetőjének. Később a Fabank osztályvezetőjeként dolgozott; e munkakörében kitűnt a pénzügyek iránti rendkívüli érzékével. Ígéretes bankkarrier előtt állt, magas fizetéssel, ennek ellenére a szocializmus eszménye ejtette bűvöletbe. Megvetette születési osztályát, a burzsoáziát.
Az első világháború kitörése után Korvin Ottó önként jelentkezett katonának, ám gerincproblémája (enyhe púpja) miatt kiszuperálták. Visszatért Osszatelepre, ott folytatta munkáját, egészen 1917-ig.

### 1917-től a Tanácsköztársaság kikiáltásáig
1917 elején Korvin Ottó Budapestre érkezett. Itt társadalomtudományi tanulmányokat folytatott, s megismerkedett a marxizmussal. A fővárosi Fabank osztályvezetőjeként bekapcsolódott a Pénzintézeti Tisztviselők Országos Egyesülete baloldali csoportjának munkájába, és Szabó Ervin előadásait is látogatta a Galilei Körben. 1917. május 1-jén részt vett a háború alatti első munkástüntetésen. Az antimilitarista mozgalomban is tevékenykedett, szervezte a galileistákat, majd miután a galileista vezetőket 1918 januárjában letartóztatták, ő lett az illegális antimilitarista mozgalom, az ún. forradalmi szocialisták irányítója. Röpirataiban arra buzdította az üzemi dolgozókat, hogy alakítsanak munkástanácsokat. Részese volt az 1918. március 15-én napvilágot látott Mindenkihez c. röpirat elkészítésének és terjesztésének. Az 1918 októberi polgári demokratikus forradalom győzelmét követően az ekkor már legálisan működő antimilitarista galileisták (ún. forradalmi szocialisták) csoportjának irányítója lett. Részt vett a KMP megalapításában, majd a Központi Bizottság tagja lett. Kilépett a Fabankból, s a kommunista párt pénztárosaként működött tovább. A Vörös Ujság számára, mikor nem akartak papírt adni, beszerezte a papírt a feketepiacról. 1919. február 20-án letartóztatták. A börtönben március 21-én ő gépelte a két párt (MSZDP és KMP) egyesüléséről szóló szöveget. 1919-ben Klein családi nevét Korvinra változtatta.

### A Tanácsköztársaság alatt
A Tanácsköztársaság kikiáltását követően először a Szocialista Termelés Népbiztosságon a kereskedelmi osztály vezetője lett, s rendeletet adott ki az üzletek szocializálásáról (értsd: államosítás, elkobzás). Később a Belügyi Népbiztosság Politikai Osztályának vezetői tisztségében váltotta fel dr. Wagas(z)t Józsefet. Társa Sallai Imre, helyettesei Stein Ferenc, Guzi János és Benyovszky Károly voltak. 
A Budapesti Forradalmi Törvényszék Korvin és László Jenő utasítására ítélt halálra számos embert, ellenforradalmi magatartás vádjával. Korvin szervezte meg továbbá a tanácsállam védelmi apparátusát is. 1919. májusának közepén, miután lefegyverezték a Cserny-csoportot, 43 embert Cserny József parancsnoksága alatt beosztottak Korvin alá a politikai nyomozó osztályon belül. Korvinék voltak a diktatúra ökle, Csernyék pedig a bokszer ezen az öklön. 
Korvinék erőszakszervezete sorra göngyölített fel valós vagy vélt rendszerellenes összeesküvéseket is – így például a ludovikás tisztekét –, a résztvevőket pedig kínvallatásnak vetették alá. A Tanácsköztársaság idején elharapózó vörös terrorért Szamuely Tibor mellett a leginkább Korvin Ottót és az ő alárendeltségében a gyilkosságokat, erőszakos akciókat ténylegesen elkövető Cserny Józsefet és csoportját terheli a felelősség.
A Tanácsok Országos Gyűlésén (június 23-án) beválasztották a Szövetséges Központi Intéző Bizottság tagjai közé, mely másnap, június 24-én újra megválasztotta a népbiztosokat. 
A Tanácsköztársaság bukása után, augusztus másodikán, míg a népbiztosok a Kelenföldről induló vonattal hagyták el az országot, ő a Politikai Nyomozó Osztályon Sallaival és Stein Ferenccel az osztály iratainak megsemmisítésén munkálkodott. 

### A kommün bukása után

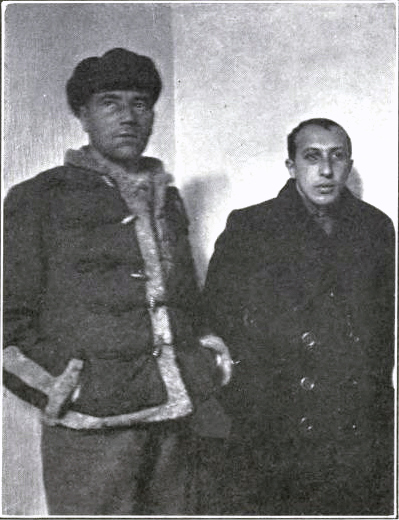
Korvin Ottó Cserny Józseffel a börtönben

Ezután az illegális KMP megszervezésén dolgozott, Lukács Györggyel együtt. Illegális lakása a Naphegy utca 21-ben volt, s hamis útlevelet is kapott, melyen a Kornis Béla álnév szerepelt. Ám ez sem segített, csakhamar rendőrkézre került. Sulyok István, akivel elfogatása napján találkozott, a következőt írta Korvin letartóztatásáról, illetve Korvin Margit körúti fogházban való kínzásáról: „Augusztus 7-én kimerészkedtem az Erzsébet térre, ott Korvin elvtárssal találkoztam. Három oldalról egy-egy civil futott felénk, az egyik kirántotta revolverét, a másik lefogta Korvin elvtársat. Én beugrottam a kapu alá és a szemeteskosarak között sikerült megbújnom kapuzárásig. Másnap szerencsétlenségemre – Egri Péter detektív felismert, és bevittek a főkapitányságra, ahol már 2-300-an voltunk összezsúfolva. Hajnalban belöktek egy összevert, véres emberi roncsot, és szólítottak engem: "Na nézd meg, itt a főnököd. Te is így jársz, és most csókold meg." Schnell csoportvezető Korvin elvtárs nyakát szivarral égette, utána én következtem.” 
A fogházban Tábori Kornél készített vele interjút, mely a Riportban jelent meg.

### Tárgyalása és utolsó napjai
Korvin Ottó pere 1919. december 3-án kezdődött, a 4039/1919 számú M.E. rendelettel szabályozott, gyorsított bűnvádi eljárás alapján, Surgoth Gyula bíró tanácsa előtt. "László Jenő és társai bűnügye"-ként tartja számon a budapesti törvényszék. Korvin védőügyvédje dr. Goitein Sándor volt. 1919. december 12-től 1919. december 18-ig írta börtönnaplóját. Bár a korabeli büntetőtörvénykönyv alapján csak a király ellen elkövetett merényletet büntethették halállal, a Friedrich-kormány rendelete ezt felülírta, s ez alapján hozták meg 1919. december 19-én a halálos ítéletet Korvinnak és nyolc társának. December 21-én született meg gyermeke, feleségétől Sipos Erzsébettől, Mária, aki a Horthy-korszakban az illegális kommunista pártot szervezte. Börtönnaplóját 1919. december 28-án ezzel fejezte be:
A halál a nagy Nyugalom: miért okozzon hát nyugtalanságot? A halál az örök Csend: kik mindig a csendet szerettük, miért lázadozunk? Szent Béke a halál: ím vége minden harcnak. Este van: lefekszem.
S a Föld mégis forog.
A halálos ítéletet Korvinon 1919. december 29-én reggel hajtották végre.

## Végső nyughelye
Mivel a szocialista társadalmi berendezkedés idején Korvin Ottó a munkásmozgalom mártírjának számított, hamvait a legnagyobb megbecsülésben részesítették: a Fiumei úti temető munkásmozgalmi panteonjában, sőt azon belül is a kolumbárium első sorában helyezték el.

## Emlékezete
- Hollós Korvin Lajos (született: Weisz Lajos) az ő tiszteletére vette fel a Korvin nevet.
- A Belügyminisztérium Központi Kórház korábban az ő nevét viselte.
- A budapesti (óbudai) Pacsirtamező utca viselte a nevét.
- Szintén Óbudán, a Szentlélek tér is az ő nevét viselte 1953-1990 között.[14]
- Balázs Béla Korvin emlékére írta a „Legenda készül" című versét.[15]
- Lengyel József: Prenn Ferenc hányatott élete című regényének (1958) egyik fontos szereplője.
- 1965-ben egy nevét viselő emléktáblát helyeztek el a Budapest II. kerületi Veronika utca 4. számú házon, amit 2013-ban vagy 2014-ben eltávolítottak.
- Mind a mai napig utca viseli a nevét Siklóson.[16]

## Művei
- Sápadások. Elbeszélések. Békéscsaba, 1912, Tevan
- Börtönnapló. 1919. XII. 12.-1919. XII. 18. Visszaemlékezés. [A szöveget gond. és a jegyzeteket írta Simor András, Zalai Katalin]. [Bp.], [1990], MSZMP KB (Csillag füzetek)
- „... a gondolat él...". [Válogatta és szerkesztette Simor András]. [Jegyzetanyagot készítette Márton János]. Budapest, 1976, Magvető Kiadó

### Lexikonok, életrajzgyűjtemények
- Gulyás Pál: Magyar írók élete és munkái – új sorozat I–XIX. Budapest: Magyar Könyvtárosok és Levéltárosok Egyesülete. 1939–1944.  , 1990–2002, a VII. kötettől (1990–) sajtó alá rendezte: Viczián János
- Magyar Nagylexikon. Főszerk. Élesztős László (1-5. k.), Berényi Gábor (6. k.), Bárány Lászlóné (8-). Bp., Akadémiai Kiadó, 1993–
- Révai Új Lexikona. Főszerk. Kollega Tarsoly István. Szekszárd
- R. Gilicz Márta: Ifjúságunk példaképei. Válogatott bibliográfia a magyar munkásmozgalom nagy harcosairól. Bp., Fővárosi Szabó Ervin Könyvtár, 1965
- Új magyar életrajzi lexikon. Főszerk. Markó László. Bp., Magyar Könyvklub

### Újságcikkek
- A rettegett Korvin. Pesti Hírlap, 41. évf. 118. sz. (1919), 7–8. o.
- Gelléri Klára: Emlékeim Korvin Ottóról. Budapest, 6. évf. 11. sz. (1968), 10-11. o.
- Gecsényi Lajos – Sipos Péter: Korvin Ottó. Párttörténeti közlemények, 1968. (14. évf.) 4. sz. 179-198. o.
- Korvin Ottó kivégzése. ComPlex magazin, 2005. május, XII. évf. 5. sz.
- Simor András: Nietzschétől a mártíromságig – Korvin Ottó arcképéhez. Kortárs, 1984. (28. évf.) 3. sz. 441-442. o.
- Simor András: Korvin Ottó életéről. Belügyi szemle (1963–1990), 1979. (17. évf.) 3. sz. 44-50. o.
- Simor András: Korvin Ottó és Ady Endre. Világosság, 1975. (16. évf.) 6. sz. 352-354. o.